# 일차의료
일차의료(primary care)라는 용어의 기원은 1920년 영국의 도슨 보고서(Dawson Report)로 거슬러 올라간다. 이 보고서는 의료 제공 단계를 1차 보건센터(primary health center), 2차 보건센터(secondary health center), 교육병원(teaching hospital)으로 구분하였다. 이 같은 개념 구분은 훗날 많은 나라에서 보건의료체계 개편의 틀을 제공하였으며, 일차의료 부문의 역할을 강조하는 계기가 되었다.
일차의료는 인구집단에서 성별, 질병 유무 또는 종류, 신체 장기별 구분 없이 제공되며, 최초접촉(first contact), 포괄성(comprehensiveness), 지속성(longitudinality), 조정기능(coordination)을 핵심 속성으로 하는 의료이다.  일차의료와 일차보건의료는 종종 동의어로 사용하지만, 의미에 차이가 있다. 일차보건의료는 필수적이고 보편적인 접근이 가능한 서비스, 국가의 전반적인 사회경제적 발전의 중요한 부분, 지역사회와 국가가 감당 가능한 비용, 다학제 협력과 팀워크 등을 강조한다. 반면에, 일차의료는 질병이 아니라 사람에 초점을 둔, 오랜 시간 동안 지속하는 의료서비스, 환자와의 지속적인 동반자 관계 등을 강조한다. 선진국에서는 일차의료라는 용어를 개발도상국에서는 일차보건의료라는 용어를 더 잘 사용한다. 일차의료는 그 기능과 특징에 있어서 가정의학(general practice/family medicine) 업무와 대체로 일치한다. 일차의료가 일차보건의료의 중심에 위치하는 국가에서 일차의료 의사는 여러 일차보건의료 활동들을 조정하는 역할을 수행한다.
한편, 일차의료를 일차진료(primary medical care)로 오해하는 경우가 빈번하다. 일차의료는 일차보건의료와 일차진료를 포괄해서 사용하기도 하지만, 일차진료가 지역사회의 욕구를 충족시키는 방향으로 변화하여 일차보건의료의 목표를 달성하기 위해 노력하는 과정에서 형성된 개념[2]으로 보는 것이 바람직하다. 일차의료의 개념은 제공 주체, 서비스 내용, 서비스 이용 단계, 고유한 속성, 보건의료체계 조직 전략 등 여러 관점에 의해서 기술되어 왔다. 만일 ‘일차(primary)’를 순서의 의미로 이해한다면, 보건의료체계 진입 지점이라는 “최초 접촉”의 의미에 그치고 만다. 이 경우, 다음 단계 진료를 위한 환자 분류 기능만을 내포할 수 있다. 반면 ‘일차’를 ‘최고의(chief)', ‘주요한(principal)’, 또는 ‘중요한(main)’이라는 의미로 이해한다면 일차의료는 보건의료의 중심적, 근본적 요소가 된다.
미국 의학연구소(Institute of Medicine)는 일차의료를 “가족 및 지역사회 맥락에서 환자와 지속적인 동반자 관계를 형성하여 개인적 보건의료 요구(need)의 대부분에 책임을 맡는 의료인(clinician)이, 통합성과 접근성이 있는 보건의료 서비스를 제공하는 것”이라고 정의(1996)하였다.[4] 이 개념정의에는 ‘최초접촉’을 포함시키지 않았고, ‘책임성’과 같은 일차의료에 고유하지 않은 요소를 포함시켰으며, 인구집단 보다는 개별 환자 서비스 제공에 초점을 둔 개념이라는 지적이 있다.[2]  유럽의 일차의료는 종종 일차보건의료와 동의어로 다루어진다.[3] 세계보건기구(WHO) 유럽 사무국(2004)에 의하면, 일차(보건)의료는 “최적의 건강과 형평성 있는 자원배분이라는 보건의료체계의 두 가지 목표가 균형을 이룰 수 있게 하는 수단으로서, 모든 국가 보건의료체계의 필수적이고 영속적인 기반을 이루는 부분”, 또는 “건강과 안녕을 극대화시키기 위해 예방, 치료, 재활 서비스를 통하여 지역사회의 흔한 건강문제들을 다루는 분야이며, 건강의 증진, 유지, 개선을 위해서 기초 자원과 전문 자원의 배치 계획을 수립하고 적합하게 하는 서비스”라고 하였다. 보건의료체계 내의 단계, 서비스의 내용, 제공 과정, 그리고 팀 구성원 등, 각각의 측면에서 일차의료 개념을 기술하였다.
국내에서 일차의료연구회는 관련 전문가 77인이 참여한 델파이 연구를 통해서 ‘일차의료 개념’을 정의(2007)하였다. 이 연구에 따르면, 우리나라 일차의료 개념은 4개의 핵심속성(최초접촉, 포괄성, 지속성, 조정기능)과 3개의 보완속성(전인적 돌봄, 가족 및 지역사회 맥락, 지역사회 기반)으로 구성되고, 다음과 같이 정의된다: “건강을 위하여 가장 먼저 대하는 보건의료를 말한다. 환자의 가족과 지역사회를 잘 알고 있는 주치의가 환자-의사 관계를 지속하면서, 보건의료 자원을 모으고 알맞게 조정하여 주민에게 흔한 건강 문제들을 해결하는 분야이다. 일차의료 기능을 효과적으로 수행하기 위해서는 여러 분야 보건의료인들의 협력과 주민의 참여가 필요하다.”

## 같이 보기
- 병원
- 종합병원
- 의료전달체계